# Calliteara maruta
Calliteara maruta är en fjärilsart som beskrevs av Moore 1859. Calliteara maruta ingår i släktet harfotsspinnare, och familjen tofsspinnare. Inga underarter finns listade i Catalogue of Life.